# Sawienki (rejon smoleński)
Sawienki (ros. Савенки) – wieś (ros. деревня, trb. dieriewnia) w zachodniej Rosji, w osiedlu wiejskim Smietaninskoje rejonu smoleńskiego w obwodzie smoleńskim.

## Geografia
Miejscowość położona jest nad rzeką Krapiwnia, przy drodze federalnej R120 (Orzeł – Briańsk – Smoleńsk – Witebsk), 1,5 km od drogi magistralnej M1 «Białoruś», 3,5 km od przystanku kolejowego Woronino, 2 km od centrum administracyjnego osiedla wiejskiego (Smietanino), 28 km od centrum Smoleńska.

## Demografia
W 2010 r. miejscowość liczyła sobie 27 mieszkańców.